# Заморёнов, Трофим Григорьевич
Трофи́м Григо́рьевич Заморёнов (в некоторых источниках Заморенко; 1881—1921) — русский и советский рабочий, революционер, политический деятель.

## Биография

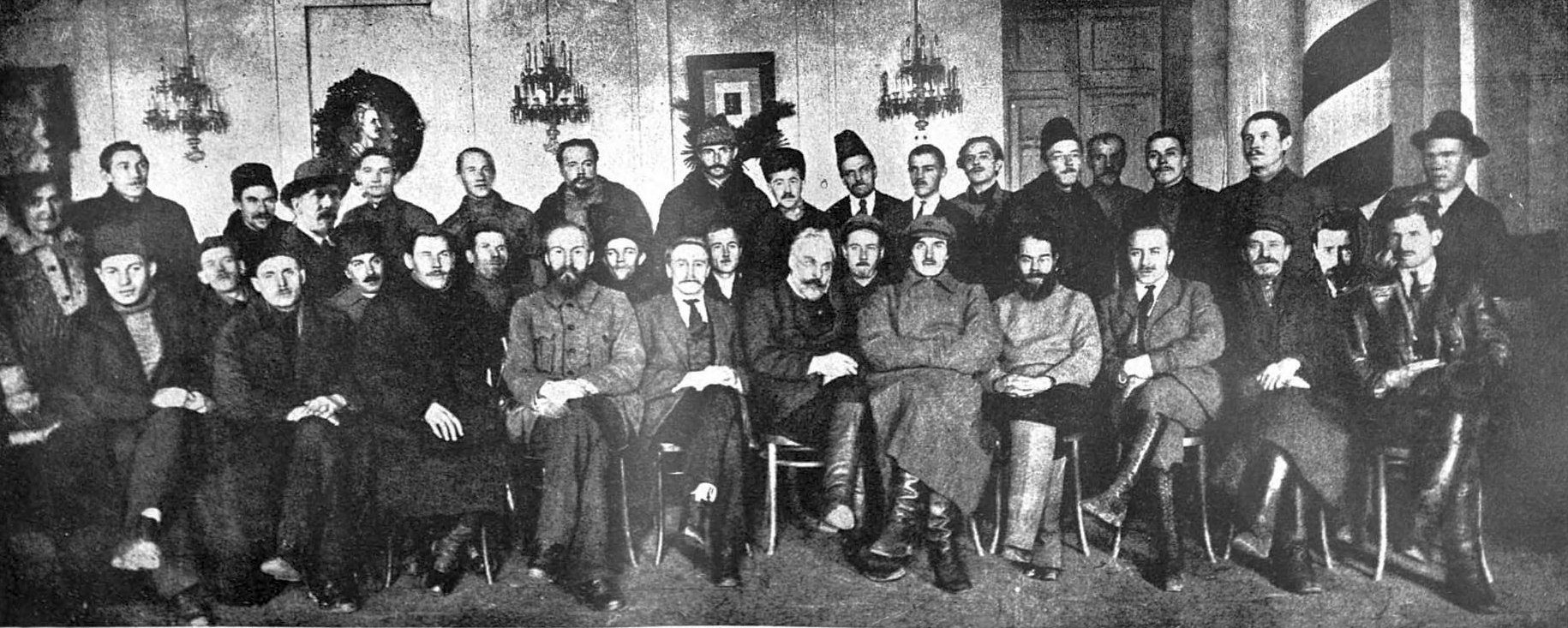
Группа членов Исполкома первого созыва Моссовета после Октябрьской революции.
Сидят (слева направо): 1) Игнатов, 2) Ратехин, 3) Корзинов, 4) Розенгольц, 5) Пискарёв, 6) Сальников, 7) Ангарский, 8) Борщевский, 9) Фельдман, 10) Каныгин, 11) Смидович, 12) Горкунов, 13) Сахаров, 14) Рогов, 15) Лисицин, 16) Радзивиллов, 17) Ногин, 18) Певунов.
Стоят (слева направо): 1) Темкина, 2) Илюшин, 3) Меркулов, 4) Рыков, 5) Заморёнов, 6) Будзыньский, 7) Обух, 8) Смирнов, 9) Савин, 10) Семашко, 11) Исаев, 12) Вознесенский, 13) Буровцев, 14) Белорусов, 15) Желтов, 16) Булочнинов, 17) Фонченко.

В возрасте 15 лет поступил на швейную фабрику «Трёхгорная мануфактура» рабочим складального отделения, в дальнейшем вся его жизнь была тесно связана с этим предприятием.
В 1905 году участвовал в Декабрьском вооружённом восстании на Пресне. В 1914 году был одним из организаторов двухнедельной стачки. После Февральской революции 1917 года избран председателем профсоюза Хамовнического и Краснопресненского отделений текстильщиков.
Принимал участие в Октябрьском вооружённом восстании 1917 года. Сражался против юнкеров в районе Тверского бульвара, площади Никитских ворот и улицы Арбат. В октябре 1918 года Т. Г. Заморёнов принимал участие в сражениях в рядах Красной гвардии.

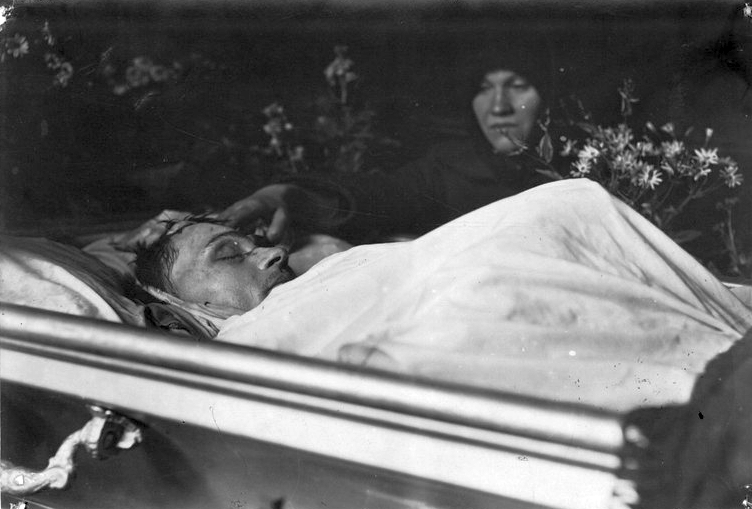
Заморёнов в гробу, 1921

После установления Советской власти стал членом Пресненского и Московского комитетов партии. В апреле 1919 года рабочие Трёхгорной мануфактуры избрали Т. Г. Заморёнова депутатом в Московский Совет. В последующие годы он постоянно избирался депутатом в Московский совет, входил в состав его исполкома. Известно, что в 1919 году (с 7 июля по 21 августа) возглавлял отдел труда г. Москвы и Московской области, а в 1920 году (с 12 февраля по 23 апреля) возглавлял Комитет по трудовой повинности Моссовета (Москомтруд). Будучи членом Моссовета, занимался организацией биржи труда. В 1920 году был избран председателем фабричного комитета (фабкома) Трёхгорной мануфактуры.
Погиб 4 апреля 1921 года при исполнении служебных обязанностей (также фигурирует дата смерти 3 апреля), разбившись на мотоцикле. Похоронен на Ваганьковском кладбище.

## Память
- В 1922 году имя революционера получила улица Заморёнова (бывшая улица Средняя Пресня), на которой он жил[2].
- В Государственном центральном музее современной истории России хранятся жилет и кашне Т. Г. Заморёнова[9][10].